# Český hydrometeorologický ústav

Logo

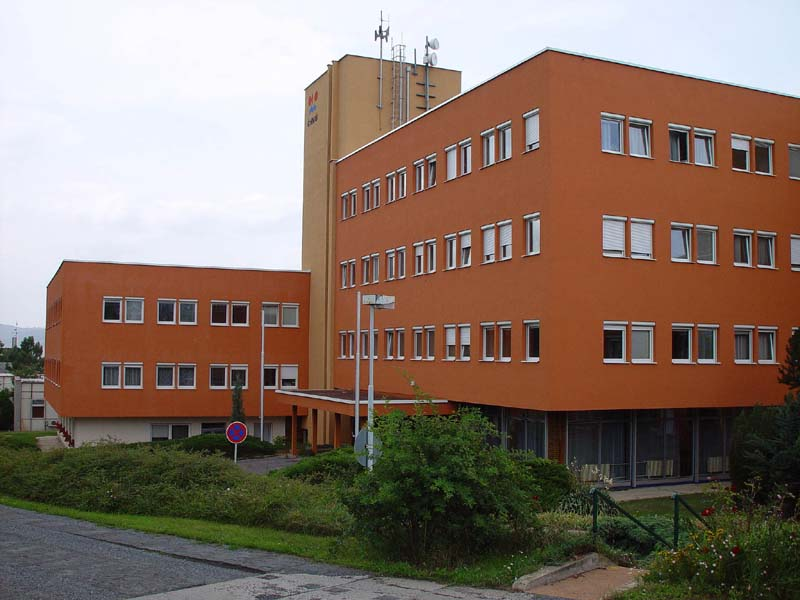
La sede di Praga Branch del Český hydrometeorologický ústav.

Český hydrometeorologický ústav (ČHMÚ) è il servizio meteorologico e idrologico nazionale della Repubblica Ceca. Le sue competenze sono ripartite tra varie divisioni, ciascuna delle quali si occupa di un ambito specialistico.

## Storia
Tra il 1919 e il 1920, a seguito della nascita della Cecoslovacchia, venne istituito il Československém státním ústavu meteorologickém, che continuò a svolgere le funzioni della precedente sede di Praga dell'Ústředního ústavu pro meteorologii a geodynamiku che dipendeva fino al 1918 dal servizio meteorologico austriaco. Il servizio meteorologico cecoslovacco era costituito da due distinte unità, il servizio climatologico e il servizio meteorologico e di aviazione generale.
Nel 1953 venne istituita la divisione di idrologia, che divenne operativa a partite dall'inizio dell'anno successivo. Nel 1963 venne decisa l'istituzione delle sette sedi territoriali del servizio idrologico.
Nel 1967 venne costituita la divisione di protezione della qualità dell'aria, con funzioni legate alla tutela ambientale e al controllo delle sostanze inquinanti presenti nell'aria.
Nel 1969 l'originario servizio meteorologico cecoslovacco è stato diviso in due distinte istituzioni, una competente per la Slovacchia e l'altra competente per la Repubblica Ceca che era appunto il Český hydrometeorologický ústav. L'ente competente per la Repubblica Ceca, iniziava la propria attività a Libuš.

## Organigramma
Le divisioni che costituiscono nel loro insieme il servizio meteorologico sono le seguenti:
1. Direzione
2. Meteorologia e climatologia
3. Idrologia
4. Protezione della qualità dell'aria
5. Economia e amministrazione

A livello operativo, sono presenti 7 sedi nel territorio nazionale, ciascuna delle quali opera per le elaborazioni delle previsioni per le rispettive aree di competenza e per la gestione delle varie stazioni meteorologiche e idrologiche presenti nei rispettivi territori per il monitoraggio costante della situazione meteorologica in atto.
1. Sede di Praga Branch.
2. Sede di Brno.
3. Sede di Ostrava.
4. Sede di Ústí nad Labem.
5. Sede di Plzeň.
6. Sede di Hradec Králové, situata presso l'osservatorio astronomico omonimo.
7. Sede di České Budějovice.

Tra le varie stazioni meteorologiche gestite vi è anche quella dello storico osservatorio meteorologico di Praga Clementinum, attiva fin dal 1752.